# Zonitis nigripennis
Zonitis nigripennis là một loài bọ cánh cứng trong họ Meloidae. Loài này được Fauvel miêu tả khoa học năm 1905.